# Serginho Groisman
Sérgio Groisman, detto Serginho (29 giugno 1950), è un conduttore televisivo, giornalista e produttore teatrale brasiliano.

## Biografia
Groisman è figlio di un rumeno e di una polacca, ebrei rifugiatisi in Brasile a causa della persecuzione nazista quando ancora non si conoscevano (il loro primo incontro avvenne durante un ballo); due sue zie invece morirono in un lager.
Laureatosi nel 1977 alla Fundação Armando Álvares Penteado (FAAP), ha trascorso i successivi dieci anni a coordinare il Centro Culturale Equipe e a produrre spettacoli per innumerevoli artisti musicali come Cartola, Clementina de Jesus, Raul Seixas, Gilberto Gil, Caetano Veloso, Novos Baianos, João Bosco, Hermeto Pascoal, Raimundo Fagner, Luiz Gonzaga, Gonzaguinha, A Cor do Som, Adoniran Barbosa, Walter Franco, Jards Macalé, Egberto Gismonti, Elba Ramalho, Elton Medeiros, Luiz Melodia, Zé Keti, Jorge Mautner. Tuttavia aveva già iniziato nel 1980 l'attività giornalistica lavorando per Band FM come redattore e reporter. Durante la sua carriera Groisman ha tra l'altro seguito alcune edizioni dei Mondiali di calcio.
Il programma televisivo in diretta che ha visto l'esordio di Groisman è stato TV Mix, su TV Gazeta, alla fine degli anni 80. Ma la sua prima trasmissione di successo è stata Matéria Prima, su TV Cultura. Nel 1990 è passato a SBT per presentare Programa Livre.
Nel 1999 è approdato a TV Globo dove inizialmente ha tentato di rilanciare il Festival della musica popolare brasiliana, ma senza successo. Dal 2000 conduce Altas Horas, una delle più longeve trasmissioni del network di Rio, tuttora in onda, caratterizzata da un pubblico in sala che interagisce pienamente con i vari ospiti. Con Altas Horas si è aggiudicato vari riconoscimenti, tra cui il Prêmio Qualidade Brasil (assegnatogli negli anni 2001, 2002, 2003, 2005 e 2006) , il Prêmio Extra de Televisão (vinto nel 2014)  e il Premio APCA (ottenuto nel 2023).
Nel 2006 è stato diretto in teatro da Gerald Thomas Sievers, che l'ha voluto come protagonista dello spettacolo Brasas no Congelador.
È autore del libro Meu Pequeno Corintiano. Ha sceneggiato un film, Fiel, insieme a Marcelo Rubens Paiva.

## Vita privata
Sposato con la dentista Fernanda Molina, ha un figlio, Thomas, nato nel 2015.